# National Center for Science Education
Het National Center for Science Education (NCSE) is een in 1981 opgerichte wetenschappelijke instelling in Oakland die aangesloten is bij de American Association for the Advancement of Science.

## Bezigheden
Het instituut komt op voor het onderwijs in de evolutiebiologie in Amerikaanse openbare scholen en probeert te verhinderen dat religieuze standpunten doordringen in wetenschappelijke schoolvakken. Reden voor de oprichting van het NCSE was het creëren van een tegenbeweging tegen fundamentalistisch christelijke groeperingen, die proberen creationisme onder de vlag van wetenschap te krijgen in het Amerikaanse onderwijs (zoals intelligent design).
Biologisch-antropologe Eugenie Scott is sinds 1987 algemeen directeur van het NCSE.

## Project Steve
Het NCSE houdt bij wijze van ludieke actie een lijst bij met daarop wetenschappers met de voornaam Steve, of een variatie daarop (Stephanie, Stefan, Esteban etc). Het idee ontstond als reactie op creationistische organisaties die proberen een lijst te maken met wetenschappers die 'de evolutieleer' betwijfelen. Project Steve is bedoeld als satire op de suggestie dat wetenschappelijke kwesties beslist kunnen worden door wie de langste lijst wetenschappers kan maken.